# Slavoj Žižkov
Slavoj Žižkov byl český fotbalový klub, reprezentující pražskou městskou čtvrť Žižkov. Vznikl v roce 1902, zanikl v roce 1949. V letech 1925/26 hrál první československou ligu, s bilancí 22 zápasů, 2 výhry, 1 remíza, 19 proher, skóre 28-89. Roku 1953 došlo k obnovení klubu, ten se však roku 1965 přihlásil k tradici jiného zaniklého (respektive s Avií Letňany sloučeného) klubu - Viktorie Žižkov a převzal i její jméno. Historie "druhého Slavoje" tak spadá do historie Viktorky.
LIGOVÁ STATISTIKA :
Václav Bürger	(9/0/1),
Jaroslav Moučka	(11/0/0) -
Josef Barták	(9/2),
František Blažek	(8/4),
Josef Bürger	(3/0),
Josef Čvančara	(5/0),
Karel Dubský	(15/1),
... Duda	(2/0),
Antonín Houk	(1/2),
Otto Kára	(14/6),
Jaroslav Kučera II	(18/2),
Bohuslav Morávek	(18/5),
František Polák I	(14/2),
... Prošek	(1/0),
Karel Svoboda	(15/2),
Jan Sýkora	(18/0),
Václav Šmejkal	(20/1),
Antonín Tomeš	(10/0),
... Vlk	(5/0),
Oldřich Vožický	(6/0),
... Zahradník	(2/0),
Bohumil Zimmermann	(16/1)
Vysvětlivky: odehrané zápasy/vstřelené branky/zápasy s čistým kontem
Započítáno 20 utkání, 2 utkání byla kontumována pro neoprávněný start hráče Svobody

## Umístění v jednotlivých sezonách
Zdroj: 
Legenda: Z - zápasy, V - výhry, R - remízy, P - porážky, VG - vstřelené góly, OG - obdržené góly, +/- - rozdíl skóre, B - body, červené podbarvení - sestup, zelené podbarvení - postup, fialové podbarvení - reorganizace, změna skupiny či soutěže
| Československo (1925 – 1934) |                     |        |    |   |   |    |    |    |     |    |        |
| Sezóny                       | Liga                | Úroveň | Z  | V | R | P  | VG | OG | +/- | B  | Pozice |
| 1925/26                      | Středočeská 1. liga | 1      | 22 | 2 | 1 | 19 | 28 | 89 | -61 | 5  | 11.    |
| ...                          |                     |        |    |   |   |    |    |    |     |    |        |
| 1929/30                      | 2. asociační liga   | 2      | 14 | 0 | 1 | 13 | 24 | 81 | -57 | 1  | 8.     |
| 1930/31                      | 2. asociační liga   | 2      | 14 | 4 | 2 | 8  | 26 | 49 | -23 | 10 | 6.     |
| 1931/32                      | 2. asociační liga   | 2      | 16 | 4 | 2 | 10 | 34 | 37 | -3  | 10 | 8.     |
| 1932/33                      | 2. asociační liga   | 2      | 18 | 1 | 3 | 14 | 20 | 94 | -74 | 5  | 10.    |
| 1933/34                      | 2. asociační liga   | 2      | 18 | 2 | 1 | 15 | 33 | 87 | -54 | 5  | 10.    |